# 1979年の日本
1979年の日本（1979ねんのにほん）では、1979年（昭和54年）の日本の出来事・流行・世相などについてまとめる。

## 他の紀年法
日本では、西暦の他にも以下の紀年法を使用している。なお、以下の紀年法は西暦と月日が一致している。
- 元号
  - 昭和54年
- 神武天皇即位紀元
  - 皇紀2639年
- 干支
  - 己未（つちのと ひつじ）

## カレンダー
| 1月 |    |    |    |    |    |    |
| 日  | 月 | 火 | 水 | 木 | 金 | 土 |
|     | 1  | 2  | 3  | 4  | 5  | 6  |
| 7   | 8  | 9  | 10 | 11 | 12 | 13 |
| 14  | 15 | 16 | 17 | 18 | 19 | 20 |
| 21  | 22 | 23 | 24 | 25 | 26 | 27 |
| 28  | 29 | 30 | 31 |    |    |    |
|     |    |    |    |    |    |    |

| 2月 |    |    |    |    |    |    |
| 日  | 月 | 火 | 水 | 木 | 金 | 土 |
|     |    |    |    | 1  | 2  | 3  |
| 4   | 5  | 6  | 7  | 8  | 9  | 10 |
| 11  | 12 | 13 | 14 | 15 | 16 | 17 |
| 18  | 19 | 20 | 21 | 22 | 23 | 24 |
| 25  | 26 | 27 | 28 |    |    |    |
|     |    |    |    |    |    |    |

| 3月 |    |    |    |    |    |    |
| 日  | 月 | 火 | 水 | 木 | 金 | 土 |
|     |    |    |    | 1  | 2  | 3  |
| 4   | 5  | 6  | 7  | 8  | 9  | 10 |
| 11  | 12 | 13 | 14 | 15 | 16 | 17 |
| 18  | 19 | 20 | 21 | 22 | 23 | 24 |
| 25  | 26 | 27 | 28 | 29 | 30 | 31 |
|     |    |    |    |    |    |    |

| 4月 |    |    |    |    |    |    |
| 日  | 月 | 火 | 水 | 木 | 金 | 土 |
| 1   | 2  | 3  | 4  | 5  | 6  | 7  |
| 8   | 9  | 10 | 11 | 12 | 13 | 14 |
| 15  | 16 | 17 | 18 | 19 | 20 | 21 |
| 22  | 23 | 24 | 25 | 26 | 27 | 28 |
| 29  | 30 |    |    |    |    |    |
|     |    |    |    |    |    |    |

| 5月 |    |    |    |    |    |    |
| 日  | 月 | 火 | 水 | 木 | 金 | 土 |
|     |    | 1  | 2  | 3  | 4  | 5  |
| 6   | 7  | 8  | 9  | 10 | 11 | 12 |
| 13  | 14 | 15 | 16 | 17 | 18 | 19 |
| 20  | 21 | 22 | 23 | 24 | 25 | 26 |
| 27  | 28 | 29 | 30 | 31 |    |    |
|     |    |    |    |    |    |    |

| 6月 |    |    |    |    |    |    |
| 日  | 月 | 火 | 水 | 木 | 金 | 土 |
|     |    |    |    |    | 1  | 2  |
| 3   | 4  | 5  | 6  | 7  | 8  | 9  |
| 10  | 11 | 12 | 13 | 14 | 15 | 16 |
| 17  | 18 | 19 | 20 | 21 | 22 | 23 |
| 24  | 25 | 26 | 27 | 28 | 29 | 30 |
|     |    |    |    |    |    |    |

| 7月 |    |    |    |    |    |    |
| 日  | 月 | 火 | 水 | 木 | 金 | 土 |
| 1   | 2  | 3  | 4  | 5  | 6  | 7  |
| 8   | 9  | 10 | 11 | 12 | 13 | 14 |
| 15  | 16 | 17 | 18 | 19 | 20 | 21 |
| 22  | 23 | 24 | 25 | 26 | 27 | 28 |
| 29  | 30 | 31 |    |    |    |    |
|     |    |    |    |    |    |    |

| 8月 |    |    |    |    |    |    |
| 日  | 月 | 火 | 水 | 木 | 金 | 土 |
|     |    |    | 1  | 2  | 3  | 4  |
| 5   | 6  | 7  | 8  | 9  | 10 | 11 |
| 12  | 13 | 14 | 15 | 16 | 17 | 18 |
| 19  | 20 | 21 | 22 | 23 | 24 | 25 |
| 26  | 27 | 28 | 29 | 30 | 31 |    |
|     |    |    |    |    |    |    |

| 9月 |    |    |    |    |    |    |
| 日  | 月 | 火 | 水 | 木 | 金 | 土 |
|     |    |    |    |    |    | 1  |
| 2   | 3  | 4  | 5  | 6  | 7  | 8  |
| 9   | 10 | 11 | 12 | 13 | 14 | 15 |
| 16  | 17 | 18 | 19 | 20 | 21 | 22 |
| 23  | 24 | 25 | 26 | 27 | 28 | 29 |
| 30  |    |    |    |    |    |    |
|     |    |    |    |    |    |    |

| 10月 |    |    |    |    |    |    |
| 日   | 月 | 火 | 水 | 木 | 金 | 土 |
|      | 1  | 2  | 3  | 4  | 5  | 6  |
| 7    | 8  | 9  | 10 | 11 | 12 | 13 |
| 14   | 15 | 16 | 17 | 18 | 19 | 20 |
| 21   | 22 | 23 | 24 | 25 | 26 | 27 |
| 28   | 29 | 30 | 31 |    |    |    |
|      |    |    |    |    |    |    |

| 11月 |    |    |    |    |    |    |
| 日   | 月 | 火 | 水 | 木 | 金 | 土 |
|      |    |    |    | 1  | 2  | 3  |
| 4    | 5  | 6  | 7  | 8  | 9  | 10 |
| 11   | 12 | 13 | 14 | 15 | 16 | 17 |
| 18   | 19 | 20 | 21 | 22 | 23 | 24 |
| 25   | 26 | 27 | 28 | 29 | 30 |    |
|      |    |    |    |    |    |    |

| 12月 |    |    |    |    |    |    |
| 日   | 月 | 火 | 水 | 木 | 金 | 土 |
|      |    |    |    |    |    | 1  |
| 2    | 3  | 4  | 5  | 6  | 7  | 8  |
| 9    | 10 | 11 | 12 | 13 | 14 | 15 |
| 16   | 17 | 18 | 19 | 20 | 21 | 22 |
| 23   | 24 | 25 | 26 | 27 | 28 | 29 |
| 30   | 31 |    |    |    |    |    |
|      |    |    |    |    |    |    |

## 在職者
- 天皇: 裕仁
- 内閣総理大臣: 大平正芳（自由民主党）
- 内閣官房長官: 田中六助（自由民主党）、11月9日より伊東正義（自由民主党）
- 最高裁判所長官: 岡原昌男、4月2日より服部高顯
- 衆議院議長: 保利茂（自由民主党） 、2月1日より灘尾弘吉
- 参議院議長: 安井謙（自由民主党）
- 国会: 第87回 (常会, 1月25日-6月14日)、第88回 (臨時会, 9月3日-7日)、第89回 (臨時会, 11月14日-16日)、第90回 (臨時会, 11月27日-12月11日)

## できごと

### 1月
- 1月1日 - 朝日新聞夕刊に連載されていたサトウサンペイの4コマ漫画『フジ三太郎』がこの日から朝刊に移行[注釈 1]。また同紙夕刊では1月4日から園山俊二の4コマ漫画『ペエスケ』の連載が開始[注釈 2]。
- 1月8日 - 日産自動車が「サニーカリフォルニア」を発売。
- 1月13日 - 初の国公立大学共通一次試験実施[書籍 1][書籍 2]。
- 1月20日 - 奈良市の茶畑から『古事記』の編者太安万侶の墓誌が出土[書籍 1][書籍 3]。
- 1月25日 - 上越新幹線の大清水トンネル貫通（2万2228mで貫通当時は世界最長のトンネル）[書籍 4]。
- 1月26日 - 大阪市住吉区の三菱銀行北畠支店で猟銃事件[書籍 1][書籍 5]。
- 1月31日 - 巨人への入団契約に関して江川事件と呼ばれる騒動を引き起こしていた江川卓が、前年のドラフト会議で江川の交渉権を獲得していた阪神といったん入団契約し、即日、巨人の小林繁と江川のトレードを成立させることにより、巨人に入団[書籍 5]。

### 2月
- 2月1日
  - 立石電機が日本初の電子体温計を発売。
  - 日本初のカプセルホテルとなる「カプセルホテル・イン大阪」が開業。
  - 兵庫県印南郡志方町が加古川市に編入される。
- 2月10日 - 西鉄福岡市内線で最後に残った循環線・貝塚線がこの日限りで廃止。福岡市内から路面電車が姿を消す。

### 3月
- 3月4日
  - 中央競馬で9年連続首位騎手の福永洋一が毎日杯のレース中に落馬。脳挫傷負い騎手生命を絶たれる[書籍 6]。
  - テレビ朝日系のクイズ番組『象印クイズ ヒントでピント』（司会：土居まさる）放送開始（1994年9月終了）。
- 3月5日 - 日本テレビの朝の情報番組『ズームイン!!朝!』（司会：徳光和夫）が放送を開始（2001年9月終了）。
- 3月9日 - 北総開発鉄道が開通。
- 3月10日 - 中外製薬、CI導入。ロゴの色を緑と黒に変更。
- 3月26日 - 日産自動車が「ガゼール」を発売。
- 3月27日 - 阪神甲子園球場にて第51回選抜高等学校野球大会が開幕。

### 4月
- 4月1日
  - テレビ埼玉開局。
  - 川崎重工業が「Z400FX」発売。
  - 関東鉄道が筑波線を筑波鉄道として、鉾田線を鹿島鉄道として経営分離。
- 4月2日
  - 服部高顕が第9代最高裁判所長官に就任。
  - 三洋電機がポータブル型ラジカセ「MR-U4」を発売。「おしゃれなテレコ」の愛称で話題になる。
  - 朝日放送（現：朝日放送テレビ）で関西ローカルの朝の情報番組『おはよう朝日です』（司会：乾龍介）が放送開始（2018年現在も岩本計介の司会で放送中）。
  - 藤子・F・不二雄原作のアニメ、『ドラえもん』（第2作第1期）がテレビ朝日で放送開始。1981年9月までは関東ローカル向けで月曜日〜土曜日までの夕方10分帯番組と、系列局向けで毎週日曜朝の30分再放送（関東以外は本放送）による放映形態だった。
  - TBS系で視聴者家族参加型クイズ番組『クイズ100人に聞きました』（司会：関口宏）が放送開始（1992年9月終了）。
- 4月7日
  - 第51回選抜高等学校野球大会の決勝戦が阪神甲子園球場にて行われ、和歌山・箕島高校が1977年（第49回）以来2年ぶり3度目の優勝
  - アニメ『機動戦士ガンダム』（名古屋テレビ制作・テレビ朝日系列局）放送開始（『ガンダムシリーズ』スタート）。
- 4月8日 - 第9回統一地方選挙。東京都知事選挙では保守系の鈴木俊一が初当選[書籍 7]。
- 4月11日
  - 蛇の目ミシン工業がコンピュータ機能付きミシン「メモリア」を発売。
  - 富山県西礪波郡福光町で大規模火災が発生し57世帯116棟が全半焼、41人が負傷。
- 4月14日 - 西武の本拠地、西武ライオンズ球場（埼玉県所沢市）完成。こけら落としは同日の対日本ハム戦。
- 4月21日 - 資生堂が「ナツコ ビューティーパクト」発売。

### 5月
- 5月9日 - 日本電気（NEC）がパーソナルコンピュータ「PC-8001」を発表[書籍 8]。
- 5月11日 - 鈴木自動車工業が「アルト」を発売、47万円という低価格で人気を集める。
- 5月12日 - 本州四国連絡橋の第1号、大三島橋が開通[書籍 9]。
- 5月15日 - 三菱大夕張炭鉱でガス爆発事故、16人死亡[書籍 10]。
- 5月17日 - 「週刊ヤングジャンプ」（集英社）創刊。
- 5月19日 - フォードが東洋工業へ資本参加を決定[書籍 10]。
- 5月23日 - 長岡京ワラビ採り殺人事件

### 6月
- 6月2日 - 空白の一日事件に伴う出場停止処分が明けた巨人・江川卓投手が後楽園球場での対阪神戦でプロ初登板（結果は敗戦投手）。
- 6月4日 - シャープが世界初のダブルラジカセ「ザ・サーチャーW」を発売。
- 6月7日 - 高松地裁が財田川事件の再審開始を決定[書籍 1][書籍 11]。
- 6月12日 - 元号法公布、即日施行[書籍 12]。
- 6月28日 - 第5回先進国首脳会議（東京サミット）開催[書籍 13][書籍 14]。

### 7月
- 7月1日
  - ソニーが携帯型ステレオプレーヤーWALKMAN（ウォークマン）を発売[書籍 15]。
  - 静岡第一テレビ開局。
- 7月7日 - 都ホテル東京が東京都港区白金台に開業。
- 7月11日 - 東名高速道路日本坂トンネルの下り線で多重衝突事故と車両火災が発生。車両173台が焼失し7人が死亡、2人が負傷[書籍 16]。
- 7月17日 - 大関・三重ノ海が第57代横綱昇進。
- 7月21日 - 羽田空港発南紀白浜空港行きの東亜国内航空（現・日本エアシステム）381便が車輪の故障により羽田空港に緊急着陸。死傷者はいなかった。
- 7月22日 - 国立佐倉病院で日本初の死体腎移植手術が行われる[書籍 17]。
- 7月29日
  - 名鉄豊田線（豊田市 - 赤池間）が開業し、名古屋市営地下鉄鶴舞線・赤池 - 伏見間＝当時）との相互直通運転開始。
  - やおきんが「うまい棒」を発売。

### 8月
- 8月1日 - 山口線で蒸気機関車（C571）が牽引するSL列車「SLやまぐち号」が運行開始。
- 8月2日 - 千葉県君津市の神野寺の境内で飼育されていたトラ3頭が脱走[書籍 18]。そのうち1頭はすぐに捕獲されたが、残りの2頭のうち1頭は同月4日の朝に地元猟友会員によって射殺され、最後の1頭も警察と猟友会による27日間の山狩りと捜索の後、射殺された[書籍 19]。人的な被害は無かったが、寺から約4km離れた民家で飼われていた犬が1頭、捕食され犠牲となった。
- 8月8日 - 第61回全国高等学校野球選手権大会が阪神甲子園球場で開幕。この回から49校代表制が定例化される。
- 8月16日 - 第61回全国高校野球選手権大会の大会第9日目、3回戦・第4試合の箕島高校対星稜高校戦が16時6分から阪神甲子園球場で行われ、10年前の1969年（第51回）の決勝戦以来となる延長18回となり、箕島が延長18回裏4-3でサヨナラ勝ちを収めた。
- 8月20日 - 中央線快速に国鉄初の電機子チョッパ制御、電力回生ブレーキを装備した国鉄201系電車が運用を開始する。
- 8月21日 - 第61回全国高等学校野球選手権大会の決勝戦。和歌山代表・箕島高校が徳島代表・池田高校を4-3で下し大会初優勝。栃木・作新学院高校（1962年）、愛知・中京商業高校（1966年）に続き史上3度目の甲子園同一年度春夏連覇を達成。[書籍 20]。

### 9月
- 9月3日 - 「昭和の名人」と称された落語家の六代目三遊亭圓生死去。奇しくも79歳の誕生日だった。
- 9月4日 - 上野動物園のジャイアントパンダランラン死去。
- 9月7日 - 第1次大平内閣衆議院解散（増税解散、一般消費税解散）[書籍 13][書籍 21]。
- 9月9日 - 埼玉県上福岡市のマンションで中学1年生の少年がいじめを苦に飛び降り自殺[書籍 21]。
- 9月12日 - ハウス食品工業が「うまかっちゃん」を発売。
- 9月25日 - 日豊本線の南宮崎駅 - 鹿児島駅間が電化され、同線の全区間が電化される。

### 10月
- 10月1日
  - 久保田早紀がCBSソニーから『異邦人 -シルクロードのテーマ-』でレコードデビュー。
  - ライオン油脂が「ママローヤル」を発売。
- 10月3日 - 北九州市八幡西区に黒崎そごうが開店（後の井筒屋黒崎店）。
- 10月6日 - 広島が4年ぶり、球団創設後2回目のセ・リーグ優勝を決める。
- 10月7日 - 第35回衆議院議員総選挙の投開票が行われ、自民党過半数取れず[書籍 13][書籍 22]。三木元首相・福田元首相・中曽根元通産相らが、大平首相の退陣を要求。四十日抗争勃発。
- 10月14日 - テレビ朝日系で刑事ドラマ『西部警察』放送開始（1984年終了）。
- 10月15日 - 鹿児島県曽於郡大崎町の民家横の牛小屋で、民家の家主の42歳男性の変死体が発見される。殺人・死体遺棄事件としてのちに被疑者が逮捕されるが、冤罪が指摘され再審請求が続けられる。
- 10月16日
  - 西宮球場で行われたパ・リーグプレーオフ第3戦、近鉄が阪急に勝利し、参入30年目にして初のパ・リーグ制覇を決める[書籍 23]。
  - 滋賀県は琵琶湖浄化のためリンを含んだ家庭用合成洗剤の使用販売の禁止を盛り込んだ合成洗剤追放条例を可決[書籍 24]。
- 10月19日 - 台風20号が和歌山県に上陸[1]。
- 10月20日
  - 大阪駅前第3ビルが完成。
  - 東京都議会でペット条例可決[書籍 24]。
- 10月26日 - TBS系で学園ドラマ『3年B組金八先生』（主演：武田鉄矢）放送開始（2011年で全シリーズの放送を終了）[書籍 25]。
- 10月28日 - 木曽御嶽山が噴火[Web 1][書籍 23]。

### 11月
- 11月1日
  - 花王石鹸が「ロリエ」を発売。
  - キヤノンがAFコンパクトカメラ「オートボーイ」を発売。
- 11月4日 - 日本シリーズで広島が近鉄を4勝3敗で下し球団創設30年目で初の日本一に輝く。第7戦の江夏の21球が語り草となる[書籍 26]。
- 11月5日 - シャープが「ポケット電訳機」を発売[書籍 27]。
- 11月9日 - 第2次大平内閣発足[書籍 13][書籍 28]。
- 11月12日 - 南アルプススーパー林道完成記念式典開催[書籍 29]。
- 11月15日 - 徳島ラジオ商殺し事件で有罪判決が確定し、仮出所していた女性が死去。1985年に死後再審の結果、無罪が確定。
- 11月16日 - 北九州市病院長殺害事件: 同年11月4日から行方不明になっていた福岡県北九州市小倉北区の病院長（当時61歳）が、大分県の国東半島沖でバラバラ死体となって発見される[2]。
- 11月18日 - 第1回東京国際女子マラソンが開催される（国際陸上競技連盟初公認の女子マラソン）[書籍 29]。

### 12月
- 12月3日 - 日本電信電話公社が自動車電話サービスを東京23区で開始[書籍 30]。
- 12月12日 - 国鉄のリニアモーターカーが宮崎実験線において時速504キロを達成（世界初の時速500キロ超え）。
- 12月18日 - 東亜共石が共同石油グループから離脱（経営権を日本鉱業が買収し、知多石油を経て日本鉱業に吸収）。
- 12月20日 - 営団地下鉄千代田線の綾瀬駅 - 北綾瀬駅間の分岐線区間（車庫線の旅客扱い化）が開業。

### 日付不詳
- 浅間山の天明大噴火による土石なだれによって埋没した鎌原村の発掘調査が行われる[3][4]。
- 一般映画制限付（現・R-15）が導入される。
- 木曽御嶽山が水蒸気爆発、山麓に土石流災害。

## 文化と芸術

### 建築
竣工
- 10月31日　-　東京都新宿区西新宿に地上54階地下4階 塔屋3階の新宿センタービルがオープン。

解体

### 出版

#### 文学
- 芥川賞
  - 第81回（1979年上半期） - 重兼芳子 『やまあいの煙』、青野聰 『愚者の夜』
  - 第82回（1979年下半期） - 森禮子 『モッキングバードのいる町』
- 直木賞
  - 第81回（1979年上半期） - 田中小実昌『浪曲師朝日丸の話』『ミミのこと』、阿刀田高『ナポレオン狂』
  - 第82回（1979年下半期） - 該当作品なし
- ベストセラー
  - 加賀乙彦『宣告』
  - 五木寛之『四季・奈津子』
  - 和泉宗章『天中殺入門』
  - 阿川弘之『米内光政』

### 音楽
- 渥美二郎「夢追い酒」
- ジュディ・オング「魅せられて」
- さだまさし「天までとどけ」「関白宣言」「親父の一番長い日」
- 八代亜紀「舟唄」
- 西城秀樹「YOUNG MAN (Y.M.C.A.)」「ホップ・ステップ・ジャンプ」「勇気があれば」
- 小林幸子「おもいで酒」
- 村木賢吉「おやじの海」
- 山口百恵「いい日旅立ち」「美・サイレント」「愛の嵐」「しなやかに歌って」
- サザンオールスターズ「気分しだいで責めないで」「いとしのエリー」「思い過ごしも恋のうち」
- 甲斐バンド「HERO」「安奈」
- 松坂慶子「愛の水中花」
- 沢田研二「カサブランカ・ダンディ」「OH! ギャル」
- ゴダイゴ「ガンダーラ」「Monkey Magic」「ビューティフル・ネーム」「銀河鉄道999」
- ピンク・レディー「カメレオン・アーミー」「ジパング」「ピンク・タイフーン (In The Navy)」「波乗りパイレーツ」
- ツイスト「性」「燃えろいい女」
- 桑名正博「セクシャルバイオレットNo.1」
- アリス「チャンピオン」「夢去りし街角」
- サーカス「アメリカン・フィーリング」
- 千昌夫「北国の春」
- 北島三郎「与作」
- 森進一「新宿・みなと町」
- 桜田淳子「サンタモニカの風」
- 石野真子「ジュリーがライバル」
- 岸田智史「きみの朝」
- 金田たつえ「花街の母」
- 水谷豊「カリフォルニア・コネクション」
- 萩原健一／BORO「大阪で生まれた女」
- オフコース「愛を止めないで」
- 永井龍雲「道標ない旅」
- 桑江知子「私のハートはストップモーション」
- 円広志「夢想花」
- SHŌGUN「男達のメロディー」
- 布施明「君は薔薇より美しい」「恋のサバイバル」
- 牧村三枝子「みちづれ」
- 竹内まりや「SEPTEMBER」
- 村田英雄「人生峠」「夫婦春秋」
- チューリップ「虹とスニーカーの頃」
- 五木ひろし「おまえとふたり」
- 岩崎宏美「春おぼろ」「万華鏡」
- 郷ひろみ「マイレディー」
- 八神純子「みずいろの雨」「想い出のスクリーン」「ポーラー・スター」
- 松山千春「季節の中で」「窓」「夜明け」
- 柳ジョージ&レイニーウッド「雨に泣いてる」「微笑の法則」
- 敏いとうとハッピー&ブルー／田辺靖雄「よせばいいのに」

#### コンサート
- 1979年の来日公演
  - クイーン
  - イーグルス
  - エリック・クラプトン
  - ビリー・ジョエル
  - サンタナ
  - ボブ・マーリー
  - マーヴィン・ゲイ
  - ミッシェル・ポルナレフ
  - ロッド・スチュワート
  - リンダ・ロンシュタット
  - ドナ・サマー

他

### 演劇
宝塚歌劇団

### 映画
- 『戦国自衛隊』
- 『太陽を盗んだ男』

### テレビ
- ドラマ
  - NHK大河ドラマ『草燃える』
  - NHK連続テレビ小説
    - 『マー姉ちゃん』
    - 『鮎のうた』

  - 『俺はあばれはっちゃく』（テレビ朝日）
  - 『熱愛一家・LOVE』（TBS）
  - 『熱中時代刑事編』（日本テレビ）
  - 『必殺仕事人』（朝日放送）
  - 『西部警察』（テレビ朝日）
  - 『3年B組金八先生』（TBS）
- 特撮
  - バトルフィーバーJ（テレビ朝日）放映開始
  - メガロマン（フジテレビ）
  - 仮面ライダー（スカイライダー）（毎日放送）
- バラエティなど諸分野
  - ズームイン!!朝!（日本テレビ）
  - ルックルックこんにちは（日本テレビ）
  - 2時のワイドショー（よみうりテレビ）
  - クイズ100人に聞きました（TBS）
  - ばらえてい テレビファソラシド（NHK総合）
  - アイ・アイゲーム（フジテレビ）
  - 花王名人劇場（関西テレビ）
  - 象印クイズ ヒントでピント（テレビ朝日）
  - おはようスタジオ（東京12チャンネル→テレビ東京）
- 開局
  - 4月1日 - テレビ埼玉（TVS、独立局）
  - 7月1日 - 静岡第一テレビ（SDT、日本テレビ系）

### アニメ
アニメーション映画
- 7月4日 - 映画『海のトリトン』（舛田利雄監督）公開
- 8月4日 - 映画『銀河鉄道999』（りんたろう監督）公開
- 9月8日 - 映画『エースをねらえ!』（出崎統監督）公開
- 12月15日 - 映画『ルパン三世 カリオストロの城』（宮崎駿監督）公開

テレビアニメ
- 1月4日 - 『野ばらのジュリー』放映開始
- 1月7日 - 『赤毛のアン』放映開始
- 2月3日 - 『ゼンダマン（タイムボカンシリーズ）』放映開始
- 2月5日 - 『日本名作童話シリーズ 赤い鳥のこころ（赤い鳥参照）』放映開始
- 2月9日 - 『花の子ルンルン』放映開始
- 3月6日 - 『サイボーグ009』（第2作）放映開始
- 3月21日 - 『未来ロボ ダルタニアス』放映開始
- 4月2日 - 『くじらのホセフィーナ』放映開始
- 4月2日 - 『ドラえもん』（第2作1期）放映開始。（今シリーズに関しては2005年3月15日に放送終了）
- 4月4日 - 『ザ☆ウルトラマン』放映開始
- 4月7日 - 『シートン動物記 りすのバナー』、『マルコ・ポーロの冒険』放映開始
- 4月7日 - 『機動戦士ガンダム』放映開始
- 4月14日 - 『新・巨人の星II』放映開始
- 4月19日 - 『巴里のイザベル』放映開始
- 7月15日 - 『SF西遊記スタージンガーII』放映開始
- 7月19日 - 『金髪のジェニー』放映開始
- 7月27日 - 『科学冒険隊タンサー5』放映開始
- 7月31日 - 映画『宇宙戦艦ヤマト 新たなる旅立ち』テレビ放映
- 9月9日 - 『円卓の騎士物語 燃えろアーサー』放映開始
- 10月6日 - 『こぐまのミーシャ』放映開始
- 10月7日 - 『科学忍者隊ガッチャマンF』、『闘士ゴーディアン』放映開始
- 10月9日 - 『まんが猿飛佐助』放映開始
- 10月10日 - 『ベルサイユのばら』放映開始
- 10月13日 - 『宇宙空母ブルーノア』放映開始
- 10月25日 - 『さすらいの少女ネル』放映開始

### コマーシャル
| キャッチフレーズなど                    | 商品名など                    | メーカー         | 出演者           | 音楽               |
| --------------------------------------- | ----------------------------- | ---------------- | ---------------- | ------------------ |
| 百恵の、赤い靴。                        | トヨタ・コルサ                | トヨタ自動車     | 山口百恵         | 山口百恵・宇崎竜童 |
| なんちゅうか本中華                      | ハウス本中華                  | ハウス食品       | 大橋巨泉         | －                 |
| 戦車が怖くて赤いきつねが食えるか!       | マルちゃん赤いきつね          | 東洋水産         | 武田鉄矢         | -                  |
| ハァ〜しょっぱい                        | ザルツライオン                | ライオン歯磨     | 細川たかし       | 細川たかし         |
| ヒーロー（疲労）回復                    | ユンケル黄帝液                | 佐藤製薬         | ガッツ石松       | －                 |
| 「このはずれモンが!」「当たりだもーん」 | うまか棒                      | 明治乳業         | ばってん荒川     | －                 |
| 燃えろ、いい女。                        | －                            | 資生堂           | 小野みゆき       | ツイスト・世良公則 |
| セクシャル・バイオレットNo.1            | －                            | カネボウ化粧品   | －               | 桑名正博・筒美京平 |
| サラッと飲みやすいのです                | キリントマトジュース          | キリンビバレッジ | 小林繁・小林亜星 | －                 |
| －                                      | すっきりタテ7（カラーテレビ） | 三洋電機         | －               | 久保田早紀         |
| 男には男の武器がある                    | アルギンZ                     | 味の素           | 若山富三郎       | -                  |
| ブルーバード、お前の時代だ              | ブルーバード                  | 日産自動車       | 沢田研二         | 沢田研二・井上堯之 |

## スポーツ

### 総合競技大会
- 第34回国民体育大会 (日本のふるさと宮崎国体)

### 各競技

#### 相撲
- 大相撲（幕内最高優勝）
  - 初場所　北の湖敏満
  - 春場所　北の湖敏満
  - 夏場所　若乃花幹士
  - 名古屋場所　輪島大士
  - 秋場所　北の湖敏満
  - 九州場所　三重ノ海剛司

#### 野球
- プロ野球
  - セ・リーグ優勝　広島東洋カープ
  - パ・リーグ優勝　近鉄バファローズ（パ・リーグ初優勝）
  - 日本シリーズ優勝　広島東洋カープ（4勝3敗。江夏の21球）
- 高校野球
  - 第51回選抜高等学校野球大会優勝　箕島高校
  - 第61回全国高等学校野球選手権大会優勝　箕島高校（春夏連覇。箕島の激闘）

#### プロレス
- プロレス大賞MVP　ジャイアント馬場（全日本プロレス）

## 誕生

### 1月
- 1月1日 - 堂本光一、ジャニーズタレント（KinKi Kids）
- 1月1日 - 鳩山二郎、政治家、福岡県大川市市長
- 1月2日 - 清水あき、ファッションモデル
- 1月3日 - 田中理恵[Web 2]、声優
- 1月4日 - 石崎琴美、カーリング選手
- 1月4日 - 岡上和典、元プロ野球選手
- 1月5日 - 元ちとせ、歌手
- 1月5日 - 藤崎ルキノ、女優・歌手
- 1月5日 - 中村明日美子、漫画家
- 1月5日 - 田中雅美、元水泳選手、スポーツコメンテーター、タレント
- 1月6日 - 宝来麻紀子、元バレーボール選手
- 1月6日 - ウメ、お笑い芸人
- 1月7日 - 志戸哲也、AV男優
- 1月8日 - 平本学、元プロ野球選手
- 1月8日 - 北川利之、プロ野球選手
- 1月9日 - 伴都美子、ミュージシャン（Do As Infinity）
- 1月9日 - 洗平竜也、元プロ野球選手
- 1月9日 - 神島崇、元プロ野球選手
- 1月12日 - 金澤健人、プロ野球選手
- 1月16日 - 賀集利樹、俳優
- 1月17日 - 川田亜子、元TBSアナウンサー（+ 2008年）
- 1月17日 - 西谷岳文、元ショートトラック選手、競輪選手
- 1月18日 - 小川将俊、プロ野球選手
- 1月20日 - 久保亜沙香、タレント
- 1月20日 - 井上虫歯二本、お笑い芸人
- 1月21日 - 下窪陽介、プロ野球選手
- 1月21日 - 西森洋一、お笑い芸人（モンスターエンジン）
- 1月26日 - 山田和樹、指揮者
- 1月27日 - こやまきみこ[Web 3]、声優
- 1月27日 - 中村直志、サッカー選手
- 1月28日 - 川畑要、歌手（CHEMISTRY）
- 1月28日 - 小泉深雪、ファッションモデル
- 1月30日 - 川島令美、タレント
- 1月31日 - 松井優征、漫画家

### 2月
- 2月3日 - 川島明、お笑い芸人（麒麟）
- 2月3日 - 沢田舞香、AV女優
- 2月4日 - 山崎静代（しずちゃん）、お笑い芸人（南海キャンディーズ）
- 2月6日 - 林智也、毎日放送ディレクター
- 2月7日 - 石毛佐和、声優
- 2月9日 - 岩村明憲、プロ野球選手
- 2月9日 - 降谷建志、ミュージシャン（Dragon Ash）
- 2月9日 - 安西ひろこ、タレント
- 2月9日 - 秋山真一郎、騎手
- 2月9日 - REN、ファッションモデル
- 2月9日 - 春日俊彰、お笑い芸人（オードリー）
- 2月10日 - 根本美緒、気象予報士・タレント・歌手（SUS4）
- 2月10日 - 黒坂真美、女優
- 2月12日 - 金剛弘樹、プロ野球選手
- 2月12日 - 上原あやか、AV女優
- 2月14日 - 永井雄一郎、サッカー選手
- 2月14日 - こがけん、お笑い芸人（おいでやすこが）
- 2月15日 - 斎藤司 (お笑い芸人)、お笑い芸人（トレンディエンジェル）
- 2月18日 - 高島彩、タレント、フリーアナウンサー
- 2月20日 - 森田剛、タレント（V6）
- 2月20日 - はらだはるな、AV女優
- 2月23日 - 太田有美、女性タレント
- 2月23日 - 中嶋愛、ファッションモデル・タレント・ファッションデザイナー
- 2月26日 - センコウ、MC（ET-KING）
- 2月27日 - 平田弥里、タレント
- 2月27日 - 神田義英、プロ野球選手
- 2月28日 - 朝霧裕、歌手、作詞家、作家
- 2月28日 - 牧田匡平、プロ野球審判員

### 3月
- 3月1日 - 鈴木貴志、元プロ野球選手
- 3月3日 - 西尾祐里、タレント
- 3月3日 - いときん、MC・トラックメイカー（ET-KING）（+2018年[Web 4]）
- 3月3日 - 櫛野亮、サッカー選手
- 3月3日 - 本城小百合、AV女優
- 3月5日 - 春山香代子、女子プロレスラー
- 3月5日 - 野田正義、野球選手
- 3月6日 - 森下知哉、フジテレビアナウンサー
- 3月7日 - 馬渕英俚可、女優
- 3月9日 - 能世あんな、ファッションモデル、女優
- 3月10日 - 魔裟斗、キックボクサー
- 3月11日 - 道添愛美、声優
- 3月11日 - 平井俊輔、お笑い芸人（どりあんず）
- 3月12日 - 佐藤まい子、元タレント
- 3月13日 - 菅井悦子、ファッションモデル
- 3月14日 - 久本祐一、プロ野球選手
- 3月15日 - 楽しんご、お笑い芸人
- 3月16日 - 榎本達也、プロサッカー選手
- 3月16日 - 枦山南美、フリーアナウンサー
- 3月17日 - hàl、歌手
- 3月20日 - 阿部慎之助、プロ野球選手（読売ジャイアンツ）
- 3月20日 - 国光文乃、政治家
- 3月22日 - 馬場裕之、お笑い芸人（ロバート）
- 3月22日 - 高木りな、女優
- 3月22日 - 吉岡毅志、俳優
- 3月22日 - Sachi、ファッションモデル・デザイナー
- 3月23日 - 川畑宏美、元バスケットボール選手
- 3月25日 - はいだしょうこ、歌手
- 3月26日 - 上原ひろみ、ジャズピアニスト
- 3月26日 - 鎌田圭司、元プロ野球選手
- 3月27日 - 篠塚ひろむ、漫画家
- 3月28日 - 岡平健治、歌手
- 3月29日 - 篠原ともえ、歌手、タレント
- 3月29日 - 吉田裕、吉本新喜劇、お笑いタレント
- 3月29日 - 廣瀬純、プロ野球選手

### 4月
- 4月3日 - 藤野羽衣子、女優、モデル、歌手
- 4月3日 - 渡辺正人、プロ野球選手
- 4月3日 - 山本浩司、野球選手
- 4月4日 - 桜花由美、女子プロレスラー
- 4月4日 - 金沢文子、AV女優
- 4月5日 - 小笠原満男、サッカー選手
- 4月5日 - 海東健、俳優
- 4月6日 - 石橋正高、俳優
- 4月6日 - みちよ、歌手（元ハロー!プロジェクトの一員）
- 4月7日 - 平野恵一、プロ野球選手
- 4月8日 - 永井浩介、俳優
- 4月10日 - 堂本剛、タレントKinKi Kids
- 4月10日 - 今村彩子、映画監督
- 4月12日 - 藤原基央、ミュージシャン（BUMP OF CHICKEN）
- 4月12日 - 天野浩一、元プロ野球選手
- 4月12日 - 小田嶋正邦、プロ野球選手
- 4月17日 - 松尾貴臣、シンガーソングライター
- 4月18日 - 上地雄輔、俳優、タレント
- 4月20日 - 佐伯亮、野球選手
- 4月22日 - 津山ちなみ、漫画家
- 4月22日 - 早野いちか、AV女優
- 4月22日 - 太宰啓介、騎手
- 4月22日 - 陽建福、野球選手
- 4月23日 - 福島鉄平、漫画家
- 4月24日 - 森ゆきえ、漫画家
- 4月25日 - 東辰弥、元プロ野球選手
- 4月25日 - 酒井泰志、元プロ野球選手
- 4月28日 - 小林亮寛、プロ野球選手
- 4月29日 - 吉村将生、元プロ野球選手
- 4月30日 - 鈴木芳彦、フジテレビアナウンサー

### 5月
- 5月1日 - 平川忠亮、サッカー選手
- 5月5日 - 中谷仁、プロ野球選手
- 5月5日 - 藤井了、野球選手
- 5月7日 - 窪塚洋介、俳優
- 5月10日 - 水森さやか、AV女優・ストリッパー
- 5月10日 - 遠山大輔、お笑い芸人（グランジ）
- 5月10日 - 恵畑ゆう、俳優（BSおかあさんといっしょのたいそうのおにいさん）
- 5月11日 - 中島有香、キャスター
- 5月14日 - 安達健太郎、お笑い芸人（カナリア）
- 5月15日 - 日向琴子、漫画家
- 5月19日 - 小田智之、プロ野球選手
- 5月21日 - 八島広樹、お笑い芸人（EE男）
- 5月21日 - 桜井千寿、女優
- 5月21日 - 橋本英郎、サッカー選手
- 5月22日 - 森章剛、元プロ野球選手
- 5月22日 - 鏡貴也、小説家
- 5月22日 - 崎田恭平、宮崎県日南市市長
- 5月22日 - 津口竜一、野球選手
- 5月23日 - 豊乃國大地、大相撲力士
- 5月24日 - 丸山泰嗣、元プロ野球選手
- 5月25日 - 空知英秋、漫画家
- 5月26日 - 天瀬まゆ、声優
- 5月26日 - 森林原人、AV男優
- 5月28日 - 五十嵐亮太、プロ野球選手
- 5月28日 - 能見篤史、プロ野球選手
- 5月30日 - 釘宮理恵[5]、声優
- 5月31日 - 松岡洋子、ニュースキャスター
- 5月31日 - おぎたともこ、お笑い芸人
- 5月31日 - 穴井勇輝、声優、俳優

### 6月
- 6月2日 - 山下洋平、瀬戸内海放送元アナウンサー
- 6月4日 - 高原直泰、サッカー選手
- 6月4日 - 柳田真孝、レーシングドライバー
- 6月5日 - 高樹千佳子、元タレント
- 6月6日 - 可愛あずさ、AV女優
- 6月7日 - こいとちくわ、お笑い芸人
- 6月7日 - 田中健太郎、元プロ野球選手
- 6月7日 - 池端陽介、サッカー選手
- 6月8日 - 中村仁美、フジテレビアナウンサー
- 6月8日 - 本多章一、俳優
- 6月8日 - 谷口悦司、元プロ野球選手
- 6月9日 - 国仲涼子、女優、歌手
- 6月9日 - 半澤孝平、詩人
- 6月9日 - RUKA、ミュージシャン（ナイトメア）
- 6月12日 - 石川瞳、タレント
- 6月12日 - 田中祐貴、プロ野球選手
- 6月12日 - 辻武史、プロ野球選手
- 6月12日 - 涌井リョウ、ミュージシャン（せきずい）
- 6月12日 - 茂山逸平、狂言師・俳優
- 6月14日 - ボン溝黒、お笑い芸人（カナリア）
- 6月15日 - 映美くらら、女優
- 6月15日 - 山田真介、元プロ野球選手
- 6月16日 - 志田宗大、プロ野球選手
- 6月16日 - 小川裕介、元プロ野球選手
- 6月18日 - 小林由美子、声優
- 6月18日 - 藤原通、プロ野球選手
- 6月18日 - 松田次生、レーシングドライバー
- 6月20日 - 中山美香、フリーアナウンサー
- 6月20日 - 本山雅志、サッカー選手
- 6月21日 - 笛木優子、女優
- 6月21日 - 豪風旭、大相撲力士
- 6月22日 - 新沼慎二、プロ野球選手
- 6月23日 - 坂本頼光、活動弁士
- 6月24日 - 清水清人、元プロ野球選手
- 6月25日 - 澤井道久、プロ野球選手
- 6月26日 - 道端カレン、ファッションモデル
- 6月26日 - 佐藤友紀（トモキ）、元プロ野球選手
- 6月27日 - 丸山ゴウ、ミュージシャン（せきずい）
- 6月27日 - 肥田高志、元プロ野球選手
- 6月29日 - 谷口邦幸、元プロ野球選手
- 6月29日 - 酒井友之、サッカー選手

### 7月
- 7月2日 - 相川みさお、タレント
- 7月2日 - 三宅健、タレント（V6）
- 7月3日 - 魁将龍邦昭、大相撲力士
- 7月3日 - 片山さゆり、歌手、女優
- 7月3日 - 大沼幸二、プロ野球選手
- 7月4日 - 森礼見、あいテレビアナウンサー
- 7月5日 - 大沢舞子、グラビアアイドル
- 7月6日 - 井上芳雄、ミュージカル俳優
- 7月7日 - 仲田真紀子、フリーアナウンサー
- 7月7日 - 小島美穂、女優（スーツアクター）
- 7月7日 - 森村ハニー、元AV女優
- 7月9日 - 中田浩二、サッカー選手
- 7月9日 - 平川綾真智、詩人
- 7月9日 - 恵那司千浩、大相撲力士
- 7月9日 - 川本英雄、AV男優
- 7月11日 - かまだみき、歌手（BSおかあさんといっしょのうたのおねえさん）
- 7月12日 - 小林麻耶、フリーアナウンサー
- 7月13日 - 井川慶、プロ野球選手
- 7月13日 - 飯山裕志、プロ野球選手
- 7月14日 - 本谷有希子、演出家
- 7月14日 - 辻俊哉、プロ野球選手
- 7月15日 - 帆足和幸、プロ野球選手
- 7月16日 - 中村真衣、元競泳選手
- 7月17日 - 奥村武博、プロ野球選手
- 7月19日 - 浅井良、プロ野球選手
- 7月21日 - 水野はるき、AV女優
- 7月23日 - 池添謙一、騎手
- 7月24日 - 岡田敦、写真家、作家
- 7月26日 - 佐野優子、バレーボール選手
- 7月27日 - 宮沢周、ライトノベル作家
- 7月28日 - 益子梨恵、女優・タレント
- 7月28日 - 友成由紀、アナウンサー
- 7月28日 - 衣川隆夫、野球選手
- 7月29日 - 吉川元浩、プロ野球選手
- 7月29日 - ミヤ、ミュージシャン（ムック）
- 7月29日 - 梶原和隆、元プロ野球選手
- 7月30日 - 岡部玲子、タレント
- 7月31日 - 赤松寛子、タレント

### 8月
- 8月1日 - 北村うるか、元AV女優
- 8月2日 - 高塚信幸、元プロ野球選手
- 8月2日 - 曽ヶ端準、サッカー選手
- 8月2日 - 播戸竜二、サッカー選手
- 8月4日 - 白熊寛嗣、声優
- 8月5日 - 吉田里深、グラビアアイドル
- 8月6日 - 奥菜恵、女優、歌手、タレント
- 8月7日 - 古賀誠史、サッカー選手
- 8月8日 - 川島和津実、AV女優
- 8月8日 - 青山葵、AV女優
- 8月9日 - 北山猛邦、作家
- 8月9日 - 松尾由美子、テレビ朝日アナウンサー
- 8月10日 - 升秀夫、ミュージシャン（BUMP OF CHICKEN）
- 8月10日 - 兵動秀治、元プロ野球選手
- 8月10日 - 新谷志保美、スピードスケート選手
- 8月10日 - 原信一朗、プロ野球審判員
- 8月12日 - 小野智吉、サッカー選手
- 8月14日 - 谷ルミコ、歌手
- 8月14日 - 森川陽一郎、映像作家、元映画監督
- 8月14日 - 岩崎智史、元プロ野球選手
- 8月15日 - 松下ヨシナリ、グラフィックデザイナー、オートバイレーサー、モーターサイクルジャーナリスト
- 8月19日 - 中村渉、元プロ野球選手
- 8月19日 - 小橋賢児、俳優・DJ
- 8月21日 - えもとりえ、女優、タレント
- 8月25日 - 和田正人、俳優（D-BOYS）
- 8月25日 - 川口知哉、元プロ野球選手
- 8月26日 - 浅田好未、タレント（元パイレーツ）
- 8月26日 - 田中敬人、元プロ野球選手

### 9月
- 9月1日 - 三上真司、元プロ野球選手
- 9月1日 - しみけん、AV男優
- 9月2日 - 大脇浩二、元プロ野球選手
- 9月3日 - 田村裕、漫才師（麒麟）
- 9月3日 - 辻岡正人、映画監督・俳優
- 9月4日 - 宮崎宣子、日本テレビアナウンサー
- 9月5日 - 橋本啓、プロ野球選手
- 9月6日 - 片山伸次、大相撲力士
- 9月6日 - 田中充、元プロ野球選手
- 9月7日 - 石原慶幸、プロ野球選手
- 9月8日 - 山咲あかり、AV女優
- 9月8日 - 松井優子、AV女優
- 9月10日 - 時天空慶晃、大相撲力士（+ 2017年）
- 9月10日 - 鈴木くるみ、元AV女優、ストリッパー
- 9月10日 - 佐伯かのん、AV女優
- 9月10日 - 青木智史、元プロ野球選手
- 9月11日 - 前田啓介、ミュージシャン（レミオロメン）
- 9月11日 - 吉田知加、シンガーソングライター
- 9月12日 - 川岸強、プロ野球選手
- 9月12日 - 吉浦貴志、野球選手
- 9月13日 - 三木仁、元プロ野球選手
- 9月14日 - 前田大輔、プロ野球選手
- 9月14日 - 華王錦武志、大相撲力士
- 9月14日 - 山本隆之、野球選手
- 9月15日 - 八木沼真由子、女性アイドル
- 9月15日 - Cheri、シンガーソングライター
- 9月16日 - 坪井慶介、サッカー選手
- 9月16日 - 中谷雄太、騎手（JRA）
- 9月16日 - 奥村愛、ヴァイオリニスト
- 9月17日 - 青山草太、俳優
- 9月18日 - アイパー滝沢、お笑い芸人（えんにち）
- 9月18日 - 稲本潤一、サッカー選手
- 9月20日 - 石岡雅敬、ミュージシャン
- 9月21日 - 有坂来瞳、タレント
- 9月21日 - 紗川理帆、元タレント（2001年サッポロビール&東洋紡キャンペーンガール）
- 9月21日 - 湯川浩司、競艇選手
- 9月21日 - 金田一蓮十郎、漫画家
- 9月22日 - 竹内めぐみ、歌手、詩人
- 9月23日 - 森本のぶ、俳優
- 9月24日 - 高野貴裕、TBSアナウンサー
- 9月25日 - 安永知澄、漫画家
- 9月26日 - 丸藤正道、プロレスラー
- 9月27日 - 小野伸二、サッカー選手
- 9月28日 - KENCHI、EXILE
- 9月29日 - 藤村恵理、岐阜放送アナウンサー
- 9月29日 - 久保田和靖、お笑いタレント（とろサーモン）
- 9月30日 - コザック前田、ミュージシャン（ガガガSP）
- 9月30日 - 南雄太、サッカー選手

### 10月
- 10月1日 - 松原健之、歌手
- 10月3日 - 蛯原友里、女優、ファッションモデル（AneCan）、タレント
- 10月4日 - 香川みどり、歌手
- 10月7日 - 椎名令恵、女優
- 10月8日 - 小日向しえ、歌手
- 10月8日 - 森谷昭仁、プロ野球選手
- 10月9日 - 直井由文、ミュージシャン（BUMP OF CHICKEN）
- 10月9日 - 若林麻衣子、福岡放送アナウンサー
- 10月10日 - 佐藤仁美、女優
- 10月10日 - 川久保賜紀、ヴァイオリニスト
- 10月11日 - 高垣麗子、ファッションモデル
- 10月12日 - 小畑由香里、タレント
- 10月12日 - ともさかりえ、女優、歌手
- 10月12日 - 山路哲生、プロ野球審判員
- 10月13日 - 藤田小百合、タレント
- 10月14日 - 牧野ステテコ、お笑い芸人
- 10月14日 - 岡峰光舟、ミュージシャン（THE BACK HORN）
- 10月14日 - 兵庫ケンイチ、歌手
- 10月14日 - 水木ゆうな、女優
- 10月14日 - 新井秀和、アナウンサー
- 10月15日 - むらかみひとみ、絵本作家
- 10月16日 - 伊藤智博、お笑い芸人（LLR）
- 10月17日 - 西興一朗、俳優
- 10月18日 - 川村ひかる、タレント
- 10月18日 - 関屋智義、元プロ野球選手
- 10月19日 - 杉山祥子、バレーボール選手
- 10月20日 - 森田洋平、NHKアナウンサー
- 10月22日 - 穂苅寿彦、騎手
- 10月25日 - 喜田剛、プロ野球選手
- 10月25日 - くらもとまい、AV女優
- 10月26日 - 長瀬愛、AV女優
- 10月26日 - 堀之内聖、サッカー選手
- 10月30日 - 仲間由紀恵、女優、歌手、タレント
- 10月30日 - Happy だんばら、ラジオパーソナリティ
- 10月30日 - 東風万智子（旧芸名:真中瞳）、女優

### 11月
- 11月1日 - 藤田太陽、プロ野球選手
- 11月1日 - 榎本温子[Web 5]、声優
- 11月1日 - 福井修一、お笑い芸人（ワンワンニャンニャン）
- 11月2日 - 今村雅美、女優
- 11月2日 - 青山愛子、グラビアアイドル
- 11月2日 - 石山智也、プロ野球審判員
- 11月3日 - 渡辺文嘉、テレビユー福島アナウンサー
- 11月3日 - 平岩紙、女優
- 11月4日 - Tom、ミュージシャン（Paper Driver Music）
- 11月4日 - 鳥谷部健一、元プロ野球選手
- 11月6日 - 稲田直人、プロ野球選手
- 11月8日 - 笹川隆、元プロ野球選手
- 11月9日 - 庄田隆弘、プロ野球選手
- 11月9日 - 三宅梢子、タレント
- 11月9日 - 福田恵悟、お笑い芸人（LLR）
- 11月13日 - 大西ライオン、お笑い芸人
- 11月14日 - 鈴木サチ、ファッションモデル（AneCan）
- 11月15日 - 林あい、タレント
- 11月15日 - 高松知美、タレント
- 11月15日 - 名和秋、プロボウラー
- 11月16日 - 村井美樹、女優
- 11月22日 - 遠野なぎこ、女優（+ 2025年）
- 11月22日 - 清水かおり、元AV女優
- 11月22日 - 那須川瑞穂、陸上競技（長距離）選手
- 11月23日 - 岩永洋昭、俳優
- 11月24日 - 秋本優奈、元AV女優
- 11月25日 - 中村浩一、元プロ野球選手
- 11月26日 - 田川まゆみ、タレント、ディスクジョッキー
- 11月27日 - 岩原弘幸、お笑い芸人
- 11月27日 - 櫻井ゆうこ、AV女優
- 11月28日 - 林昌樹、プロ野球選手
- 11月29日 - 山本拓司、元プロ野球選手

### 12月
- 12月1日 - 村上綾歌、タレント
- 12月1日 - 村井慎二、サッカー選手
- 12月3日 - かずといずみ、漫画家
- 12月3日 - 上村貴子、声優
- 12月3日 - 首藤奈知子、NHKアナウンサー
- 12月3日 - 村田秀亮、お笑いタレント（とろサーモン）
- 12月3日 - 星野奏子、歌手
- 12月5日 - 河田寿司、プロ野球選手
- 12月6日 - 橋本義隆、プロ野球選手
- 12月6日 - 森直史、トラスパレンテオーナー
- 12月7日 - 市川寛子、テレビ朝日アナウンサー
- 12月7日 - 大出佐智子、ラジオパーソナリティ
- 12月9日 - 上村愛子、モーグルスキーヤー
- 12月9日 - OLIVIA、歌手
- 12月9日 - 友利花、声優、歌手
- 12月10日 - 大山貴広、元プロ野球選手
- 12月14日 - 中野美奈子、フリーアナウンサー
- 12月15日 - 秋山恵、元女子プロレスラー
- 12月16日 - 吉田健一、津軽三味線奏者（吉田兄弟）
- 12月17日 - 川村エミコ、お笑いタレント（たんぽぽ）
- 12月20日 - 増川弘明、ミュージシャン（BUMP OF CHICKEN）
- 12月20日 - 松本賢一、ミュージシャン（ロードオブメジャー）
- 12月20日 - 藤崎彩花、AV女優
- 12月20日 - 南出賢一、大阪府泉大津市長
- 12月21日 - 吉川ひなの、女優、ファッションモデル、タレント
- 12月21日 - 林稔幸、野球選手
- 12月21日 - TAKUYA∞、歌手
- 12月22日 - 羽生直剛、サッカー選手
- 12月22日 - 夙川アトム、お笑い芸人
- 12月24日 - 赤坂七恵、女優
- 12月24日 - 吉田あゆみ、元AV女優
- 12月24日 - 桜井風花、元AV女優
- 12月24日 - 佐々木あき、AV女優
- 12月24日 - 福家英登、プロ野球審判員
- 12月25日 - 石川竜也、サッカー選手
- 12月25日 - 広澤草、女優
- 12月28日 - 倉持茜、元AV女優
- 12月28日 - 太田芳文、ハンドボール選手
- 12月29日 - 押切もえ、女優、ファッションモデル（AneCan）、タレント
- 12月29日 - 広末奈緒、元AV女優
- 12月29日 - 秋田まどか、声優
- 12月29日 - 森崎友紀、料理研究家
- 12月30日 - ノブ、お笑い芸人（千鳥）
- 12月31日 - 中越典子、女優
- 12月31日 - 高嶋ひとみ、女優
- 12月31日 - 長屋宏和、レーシングドライバー・ファッションデザイナー・ピロレーシング代表